# Токарев, Николай Петрович
Никола́й Петро́вич То́карев (род. 20 декабря 1950, Караганда, Казахская ССР, СССР) — российский промышленник, председатель правления и президент ПАО «Транснефть». Генерал-майор ФСБ в отставке. Полный кавалер ордена «За заслуги перед Отечеством».
С 28 февраля 2022 года, из-за вторжения России на Украину, находится под международными санкциями Евросоюза, США, Великобритании и ряда других стран.

## Биография

### Советский период
В 1973 году Токарев окончил Карагандинский политехнический институт по специальности «электрификация и автоматизация горных работ». В дальнейшем работал на разных предприятиях горнорудной промышленности, отслеживая антисоветские настроения и соблюдение секретности.
В 1978 году Токарева определили на двухгодичную учёбу в восьмой факультет Высшей школы КГБ, расположенный в Большом Кисельном переулке в Москве. На том же факультете тогда обучался будущий председатель Госдумы Сергей Нарышкин. Токарев стал старшиной курса.
Служил в Первом главном управлении КГБ СССР, отвечавшем за внешнюю разведку, в начале 1980-х был определён в дрезденскую резидентуру КГБ. Там майор Токарев делил один кабинет с капитаном Чемезовым, там же он познакомился c Владимиром Путиным, приехавшим в ГДР в 1985 году, и оказывал ему покровительство. В 1990 году Путин вернулся в Ленинградское управление КГБ, а Токарев остался в Германии. Позднее он был переведён на год в Берлин в инспекторскую группу.

### Дальнейшая карьера и работа в «Зарубежнефти»

Встреча Дмитрия Медведева и Николая Токарева, июнь 2008 года

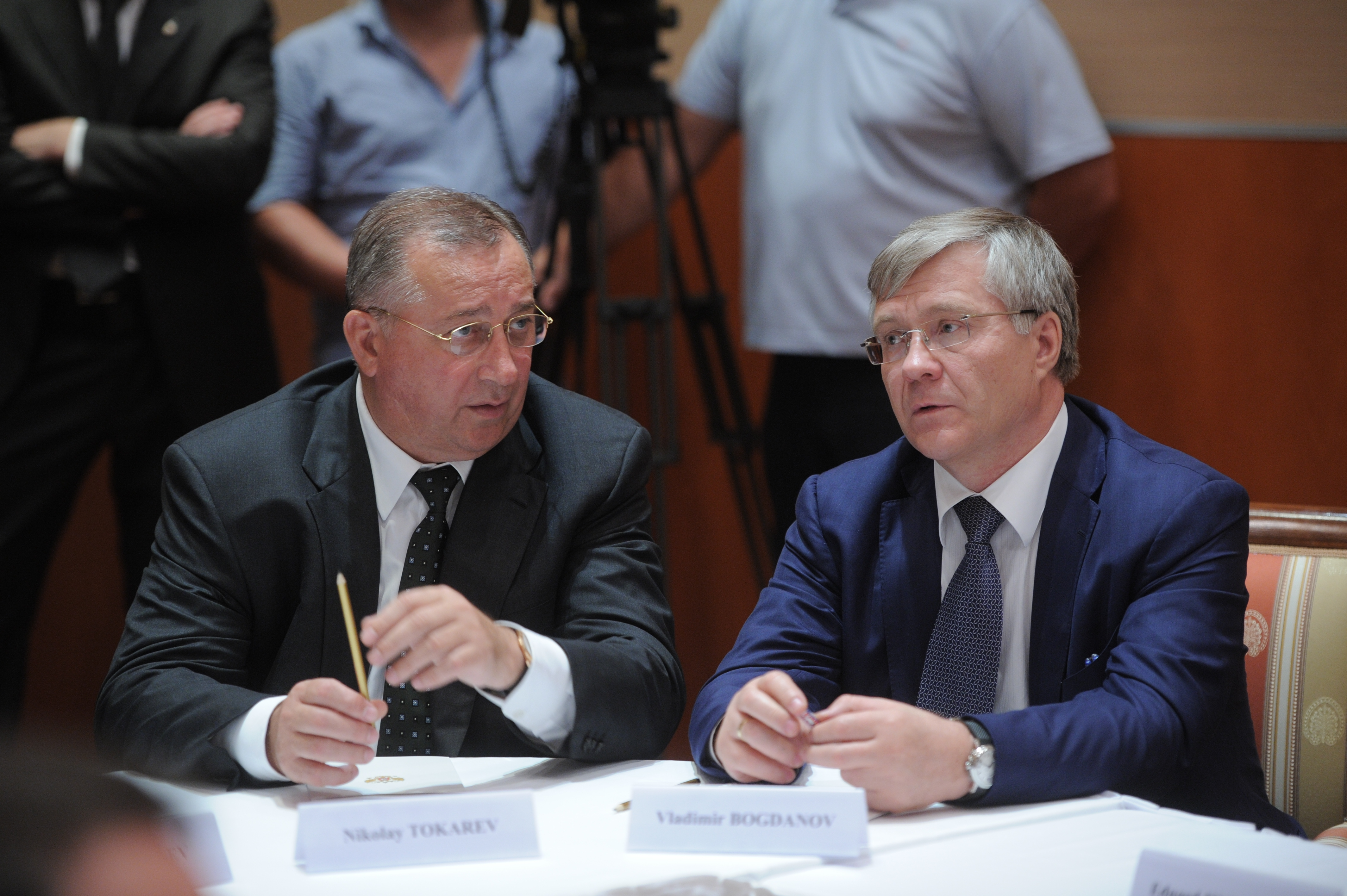
Николай Токарев и Владимир Богданов, август 2011 года

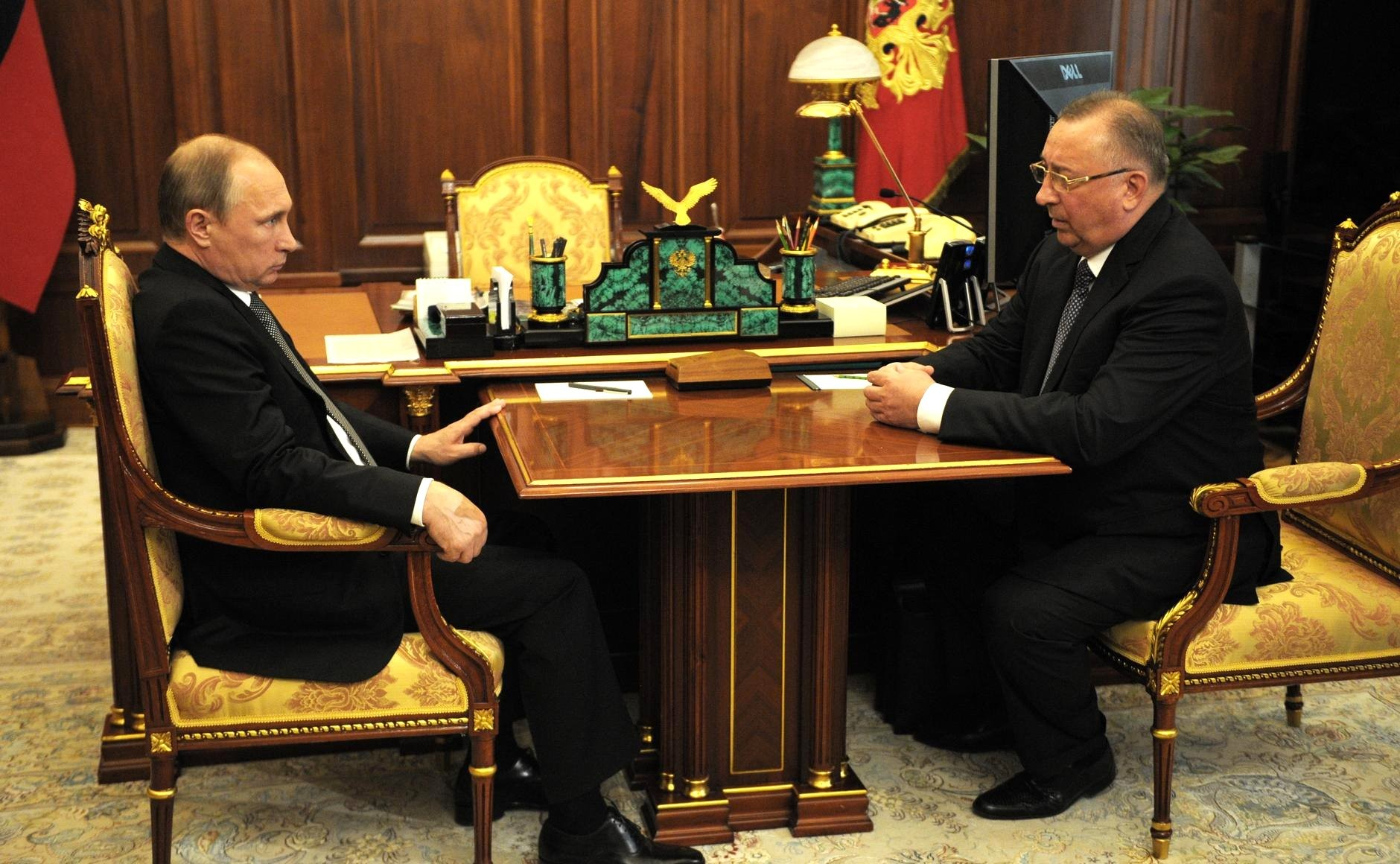
Встреча Владимира Путина и Николая Токарева, июнь 2015 года

В период с 1993 по 1996 годы Токарев был начальником отдела внешних связей в акционерном обществе закрытого типа «Русско-Германская лизинговая компания», дочерней структуре государственного Сбербанка России.
В 1996 году перешёл на работу Управление делами Президента РФ заместителем генерального директора унитарного государственного предприятия по управлению собственностью за рубежом (УГП «Госзагрансобственность»). СМИ связывали переход Токарева в Управление с протекцией Путина, бывшего на том момент заместителем управделами президента.
С лета 1999 года был руководителем службы безопасности, затем — вице-президентом ОАО «АК „Транснефть“». Курировал внешнеэкономический блок, зарубежные проекты и информационно-аналитическую работу.
В сентябре 2000 года Токарев назначен вместо Олега Попова генеральным директором государственного предприятия «Российское внешнеэкономическое объединение „Зарубежнефть“» (ГП «РВО „Зарубежнефть“», с 2004 года — ОАО «Зарубежнефть»). Работу в «Зарубежнефти» Токарев начал с кадровых и структурных изменений, а также с проведения аудита. В результате проверок в 2002 году «Зарубежнефть» оценила потери при Попове примерно в 100 млн долларов и подала заявление в МВД. Уголовное дело тянулось два года и было прекращено в июне 2004.
При Токареве компания была акционирована и стала вместо государства совладельцем основного актива — совместного предприятия «Зарубежнефти» и вьетнамской государственной PetroVietnam — «Вьетсовпетро», разрабатывавшего нефтегазовые месторождения на вьетнамском шельфе на условиях соглашения о разделе продукции. Выручка компании к 2007 году выросла в четыре с лишним раза до 11,5 млрд руб., чистая прибыль — на порядок до 8,7 млрд руб.

### Деятельность на посту президента «Транснефти»
13 сентября 2007 года закончился 8-летний контракт президента российской нефтепроводной госмонополии «Транснефть» Семёна Вайнштока. Месяц спустя на эту должность был назначен Токарев. В ходе последовавшей ревизии распределения подрядов «Транснефти» на строительстве нефтепровода «Восточная Сибирь — Тихий океан» (ВСТО) прежнее руководство было обвинено в перерасходовании 2 млрд долларов и привлечении к работам структур, связанных с родственниками прежнего высшего руководства компании. Токарев является заместителем председателя правления Международной ассоциации транспортировщиков нефти (МАТН).
При Токареве «Транснефть» достроила ВСТО и с нуля проложила ВСТО-2, а после расширила пропускную способность системы, а также ввела в эксплуатацию БТС-2, идущую в сторону Европы. Кроме расширения трубопроводной сети «Транснефть» при Токареве заинтересовалась портовой перевалкой и создала совместное предприятие с группой «Сумма» Зиявудина Магомедова, владевшей портом в Приморске. В дальнейшем «Транснефть» и «Сумма» склонили к продаже бизнеса владельцев Новороссийского морского торгового порта. В январе 2011 года совместное предприятие приобрело 50,1 % порта за 2-2,5 млрд долларов, заплатив 80%-премию к биржевой цене. В результате сделки СП стало контролировать 75 % нефтяного экспорта через европейские гавани России.
«Транснефть» при Токареве многократно критиковалась за финансовую непрозрачность. Благотворительные расходы «Транснефти» и её дочерних компаний только за 2007 год составили 7,2 млрд рублей. Среди получателей части средств упоминался фонд по содействию сотрудникам и ветеранам Федеральной службы охраны «Кремль-9», при этом большая часть адресатов осталась неизвестной, а сама компания игнорировала запросы о раскрытии информации.
В 2015 году Счетная палата предъявила претензии к работе «Транснефти» и отметила несоответствие планов компании схемам развития нефтяной отрасли России. Месяцем позже «Транснефть» продлила контракт с Токаревым до 2020 года. Затем правительство продлило полномочия главы «Транснефти» еще на 5 лет. В 2025 году контракт с Токаревым был продлен до 2030 года.
В 2016 года «Независимая Газета» публиковала информацию о том, что в Новороссийском порту существует сеть фирм-посредников, аффилированных с высшим менеджментом «Транснефти» и используемых в ущерб акционерам для перевалки нефти и работах по модернизации самого порта. Миноритарии, владеющие привилегированными акциями, обвиняли Токарева и «Транснефть» в намеренном занижении прибыли на головной компании и уменьшении базы для выплаты дивидендов.
Также в 2014—2016 годы «Транснефть» потеряла более 80 млрд рублей на использовании производных финансовых инструментов и около 19 млрд рублей вложений в «Внешпромбанк» и банк «Интеркоммерц». Суммарно потери Транснефти за 2014 и 2015 годы составили более 100 млрд рублей, что в два раза превышает все дивиденды, выплаченные за всю историю компании.
Журнал Forbes поставил Токарева на 21-е место в рейтинге «25 самых дорогих руководителей компаний России — 2016» с оценкой годового вознаграждения в 3 млн долларов.
ПАО «Транснефть» под руководством Токарева в 2017 году официально ввело в промышленную эксплуатацию масштабные проекты: магистральные нефтепроводы Заполярье — Пурпе и Куюмба — Тайшет.
Министр энергетики РФ Новак в 2017 году наградил Токарева Медалью «За заслуги в развитии топливно-энергетического комплекса» I степени.

## Санкции
24 февраля 2022 года, из-за вторжения России на Украину, Николай Токарев с супругой включён в санкционный список Канады «элит и близких соратников режима» как ключевое лицо ближайшего окружения президента Путина.
28 февраля 2022 года против Токарева в Европейском союзе были введены персональные санкции так как «он активно поддерживал материально или финансово и получал выгоду от российских лиц, принимающих решения, ответственных за аннексию Крыма и дестабилизацию Украины». Евросоюз отмечает что Транснефть Токарева «является одним из основных спонсоров дворцового комплекса под Геленджиком, который, по общему мнению, находится в личном пользовании президента Путина. Он извлекает выгоду от своей близости к российским властям. Близкие родственники и знакомые Токарева обогатились благодаря контрактам, заключенным с государственными компаниями».
В марте 2022 года Токарев и члены семьи были внесены в санкционный список США против «россиян финансирующих Путина»:

Токарев обогатил себя и свою семью, создав империю бизнеса и недвижимости, простирающуюся по всей России и Европе… Члены семьи Токарева, включая его жену Галину Токареву и дочь Майю Токареву, извлекли выгоду из его близости к Путину и Правительству РФ. Империя недвижимости Майи Токаревой оценивается более чем в 50 миллионов долларов только в Москве и включает, по крайней мере, три компании: Московское ООО "Остоженка 19 и загребские компании Katina Drustvo… Katina Drustvo владеет первоклассной недвижимостью на берегу океана на хорватском острове, включающей виллу, построенную в 19 веке австрийским императором Францем Иосифом I.— «Управление по контролю за иностранными активами», 3 марта февраля 2022 года
10 марта 2022 года Токарев и супруга были внесены в санкционный список Великобритании, по данным властей Токарев «впервые встретился с Путиным, когда оба служили офицерами КГБ в Дрездене в Восточной Германии в 1980-х годах. С тех пор они остаются тесно связанными».
По аналогичным причинам Токарев был внесен в санкционные списки Швейцарии, Австралии, Новой Зеландии, Украины и Японии.

## Семья

Встреча Владимира Путина и Николая Токарева, май 2020 года

- Жена — Галина. Владеет большим поместьем в деревне Акулинино, где расположены усадьбы Владимира Якунина, Сергея Чемезова, Аркадия Ротенберга и других чиновников и бизнесменов из ближнего круга Владимира Путина[39].
- Дочь — Майя Николаевна Болотова — владелица фармацевтического холдинга «ФармЭКО» и «Ирвин 2». Кроме этого владеет компанией, управляющей элитным курортом в Хорватии, и вместе с мужем — компанией «РПА эстейт», на которую в 2016 году был куплен памятник архитектуры — доходный дом Кекушевой на Остоженке[40][41]. Вместе с мужем имеет гражданство Кипра[42].
- Зять — Андрей Болотов — в прошлом вице-президент банка «ВТБ» по работе с крупными клиентами[41].

## Критика
В расследовании регионального Центра по исследованию коррупции и организованной преступности, вышедшего в сентябре 2016 года, отмечаются многочисленные связи компаний родственников и знакомых главы «Транснефти» с предприятиями, которые оказывают услуги госкомпании. Члены его семьи владеют недвижимостью в Хорватии и Латвии, однако эта собственность не была задекларирована, как того требует законодательство.

## Награды, почётные звания

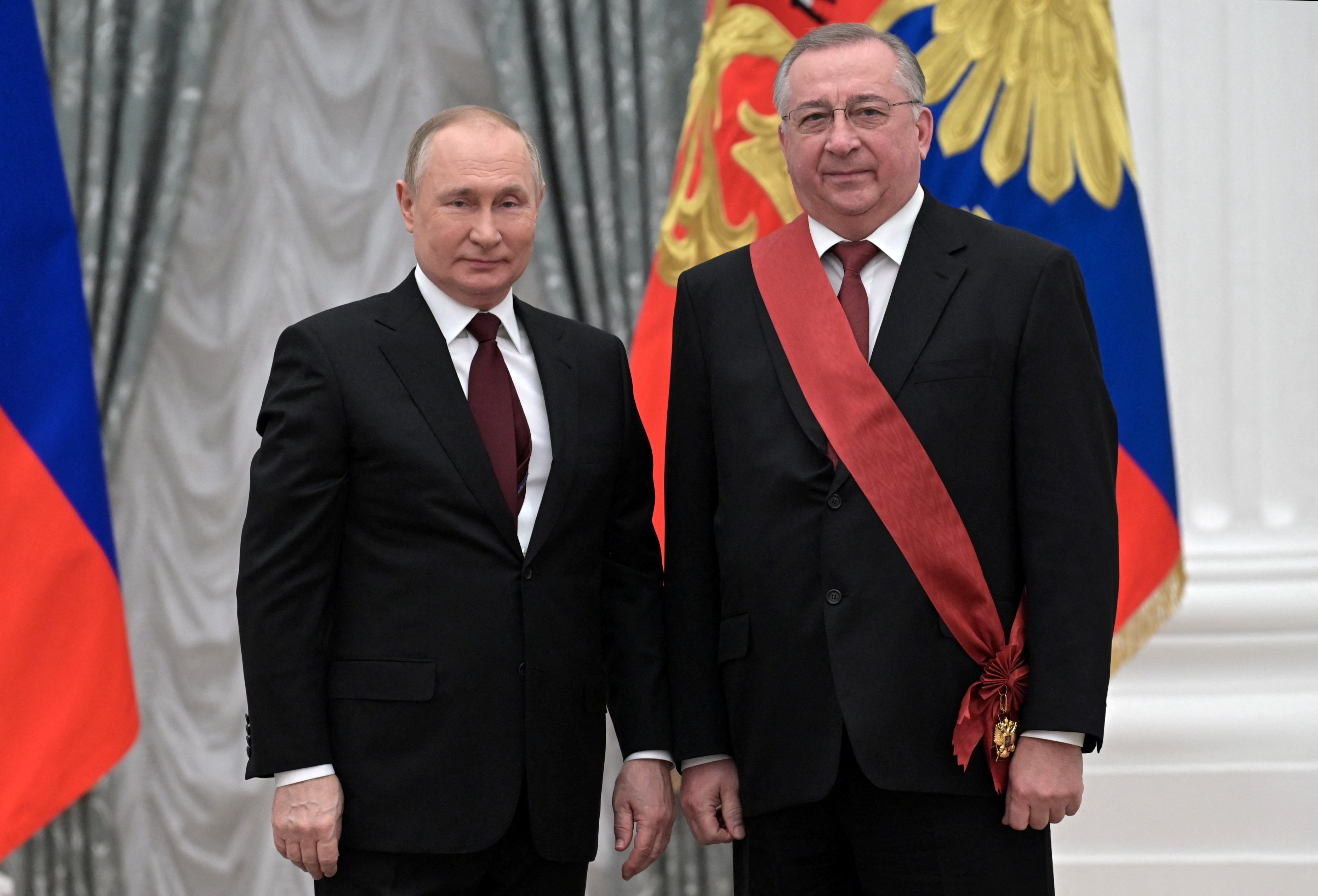
Награждение орденом «За заслуги перед Отечеством» I степени, 2 февраля 2022 года

- Орден преподобного Серафима Саровского II степени (23 марта 2023)[43]
- Знак отличия «За заслуги перед Ямалом» (30 сентября 2022) — за значительный вклад в социально-экономическое развитие Ямало-Ненецкого автономного округа
- Орден «За заслуги перед Отечеством» I степени (21 декабря 2020)[44][неавторитетный источник][45][неавторитетный источник]
- Орден «За заслуги перед Отечеством» II степени (2013)[46]
- Орден «За заслуги перед Отечеством» III степени (2010)[47]
- Орден «За заслуги перед Отечеством» IV степени (2006)[48]
- Орден Александра Невского[49][неавторитетный источник]
- Орден Почёта (2001)[50]
- Орден Дружбы[5]
- Орден «Дуслык» (2024)[51]
- Медаль «За заслуги в развитии топливно-энергетического комплекса» I степени[52]
- Почётная грамота Правительства Российской Федерации[49]
- Благодарность Министерства финансов Российской Федерации[49]
- Почётный знак Новгородской области «За благотворительность и меценатство»[49]
- «Почётный нефтяник России»[5]
- «Почётный работник топливно-энергетического комплекса»[5]
- Орден «Достык» II степени (Казахстан)[49]
- «Почётный работник нефтепроводной отрасли Казахстана»[49]
- Два ордена Труда I степени, орден Дружбы Социалистической Республики Вьетнам[49]